# Frozen Heart
"Frozen Heart" é uma canção da Disney para o filme Frozen (2013), composta pelo casal Kristen Anderson-Lopez e Robert Lopez. É realizada por um grupo de icemens, enquanto cortam o gelo. Foi composta em 2012.